# (164) Eva
(164) Eva és un asteroide que forma part del cinturó d'asteroides i va ser descobert per Paul Pierre Henry el 12 de juliol de 1876 des de l'observatori de París, a França. Es desconeix la raó del nom.
Orbitalment, Eva està situat a una distància mitjana de 2,635 ua del Sol, i pot allunyar-se'n fins a 3,543 ua i apropar-se fins a 1,727 ua. La seva inclinació orbital és 24,46° i l'excentricitat 0,3447. Als 1.562 dies completa una òrbita al voltant del Sol.